# Gebre Krestos
Gebre Krestos (äthiop. ገብረ ክሪስቶስ, „Diener Christi“; † 8. Juni 1832) war vom 18. März 1832 bis zu seinem Tode Negus Negest (Kaiser) von Äthiopien. Er war der Sohn von Gebre Mesay.
Der Enderasse oder Regent Ras Ali II., ein Prinz der Oromo aus dem Distrikt Yejju, setzte Gebre Krestos als Repräsentationsfigur auf den Thron. Wenig später wurde er jedoch durch Ali II. selbst zugunsten seines Bruders Sahle Dengel entfernt. Der Klerus von Azazo tadelte Sahle Dengels religiöse Überzeugung und überredete Ras Ali, den alten Kaiser, Gebre Krestos, aus seinem Exil auf Mesraha, einer Insel im Tanasee zu holen und ein weiteres Mal als Kaiser einzusetzen.
Gebre Krestos regierte noch drei Monate bis zu seinem Tod. Womöglich wurde er vergiftet.
Nach einem wenige Monate dauernden Interregnum gelangte Sahle Dengel abermals auf den Thron.